# Gare de Taylor
La gare de Taylor est une gare ferroviaire des États-Unis, située sur le territoire de la ville de Taylor dans l'État du Texas.

## Service des voyageurs

### Desserte
La gare est desservie par une ligne d'Amtrak :
- Le Texas Eagle: Los Angeles - Chicago